# Newton County (Georgia)
Newton County is een county in de Amerikaanse staat Georgia.
De county heeft een landoppervlakte van 716 km² en telt 62.001 inwoners (volkstelling 2000). De hoofdplaats is Covington.

## Bevolkingsontwikkeling

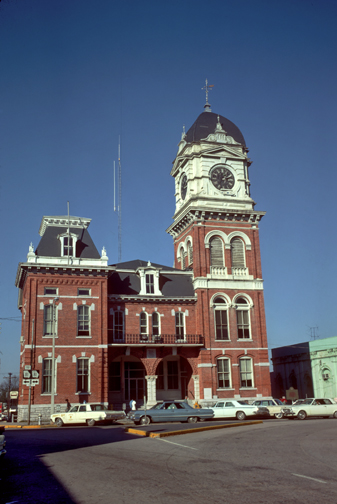
Newton County Courthouse